# Mercedes-Benz W 196
Der Mercedes-Benz W 196 war der erste Formel-1-Rennwagen eines Mercedes-Werksteams in der Automobil-Weltmeisterschaft und wurde in den Saisons 1954 und 1955 eingesetzt. Neben dem Formel-1-typischen Monoposto mit freistehenden Rädern gab es den Wagen für Weltmeisterschaftseinsätze auf schnellen Strecken auch als vollverkleidete Stromlinienvariante – als Monza bekannt. Von dem Grand-Prix-Rennwagen wurde der zweisitzige Rennsportwagen Mercedes-Benz 300 SLR für die Sportwagenrennen der Saison 1955 abgeleitet.
Der unter technischer Gesamtverantwortung von Ludwig Kraus, Fritz Nallinger und Hans Scherenberg konstruierte W 196 feierte am 4. Juli 1954 beim Frankreich-GP, dem dritten Saisonrennen, mit einem Doppelsieg erfolgreich Premiere.
Angetrieben wurde der Wagen von dem neu entwickelten 2,5-Liter-Reihenachtzylinder Mercedes-Benz M 196. Farblich lehnte sich der Mercedes W 196 mit dem komplett silbernen Erscheinungsbild der blanken Aluminiumbleche an die erfolgreichen Grand-Prix-Renner der 1930er Jahre an, mit denen der Begriff der Silberpfeile entstand. Durch seine Erfolge zählt der W 196 heute selbst als wesentlicher Bestandteil der Silberpfeile-Historie.
Der fünfmalige argentinische Weltmeister Juan Manuel Fangio erzielte mit dem W 196 seinen zweiten und dritten Titel. Insgesamt gelangen mit dem Wagen neun Rennsiege und acht Pole-Positions bei nur einem Dutzend Starts. Insbesondere auf Hochgeschwindigkeitsstrecken galt der Wagen mit der Stromlinienkarosse als dominanter Formel-1-Wagen der Jahrgänge 1954/1955.

## Vorgeschichte
Siehe auch: Silberpfeil
Mit der ersten Ausschreibung einer Automobil-Weltmeisterschaft durch die FIA (ab 1981 Formel-1-Weltmeisterschaft) in der Saison 1950 fand der nach der Zwangspause durch den Zweiten Weltkrieg wieder auflebende Grand-Prix-Sport internationale Aufmerksamkeit und rückte auch bei Mercedes-Benz wieder in den Blickpunkt. Unter dem Deckmantel des Sonderwagenbaus gab es intern bereits vor 1950 erste Aufbauaktivitäten für eine Rennmannschaft, ehe im April 1950 offiziell die neue Rennwagenabteilung entstand. Die operativen Einsätze verantwortete Rennleiter Alfred Neubauer, der für Daimler-Benz schon in den 1930er Jahren bei den Grand-Prix-Rennen in gleicher Funktion tätig war. Unter technischer Direktion von Ludwig Kraus entwickelten in der zugehörigen Abteilung Konstruktion für den Rennwagenbau bekannte Techniker wie Rudolf Uhlenhaut, Hans Scherenberg und Fritz Nallinger später einige der erfolgreichsten Rennwagen der 1950er Jahre.

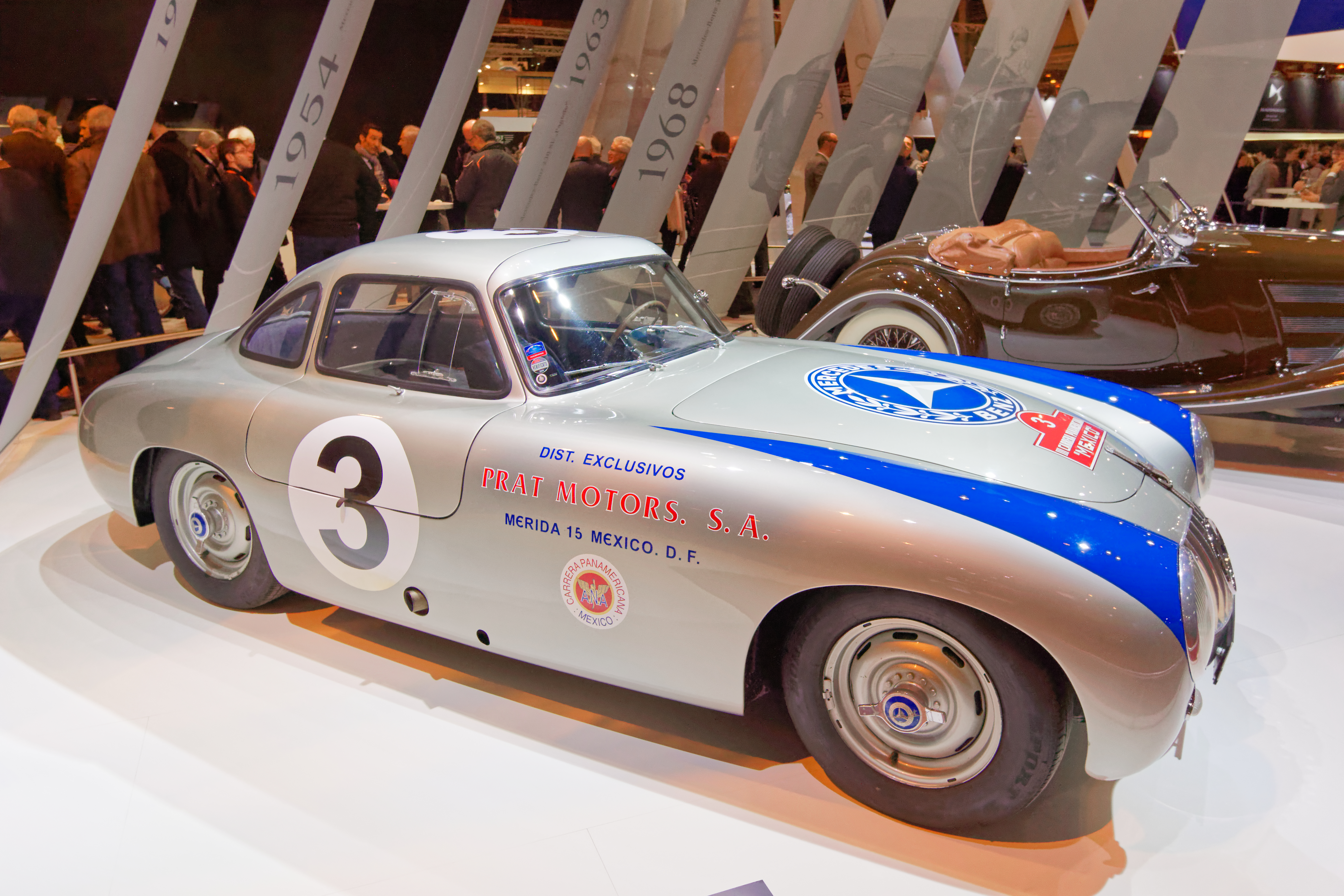
Mercedes W 194 der Sportwagensaison 1952

Konkret und öffentlich begannen die Motorsportaktivitäten von Mercedes-Benz nach dem Zweiten Weltkrieg 1951 in Argentinien, nachdem Deutschland zunächst die Teilnahme an internationalen Sportveranstaltungen verwehrt gewesen war. Beim Perón-Pokal am 18. Februar 1951 und beim Grand Prix Eva Perón am 25. Februar 1951 startete der W 154 von 1939 und belegte mit Hermann Lang und Juan Manuel Fangio bzw. Karl Kling und Hermann Lang die Plätze zwei und drei hinter Gonzales auf Ferrari. Der W 165, mit dem Hermann Lang das Tripolis-Rennen von 1939 gewonnen hatte, wurde nicht mehr eingesetzt, obwohl der 1,5-Liter-Kompressor-Motor zum Formel-1-Reglement von 1947 bis 1953 gepasst hätte.
1952 erzielte Mercedes-Benz Erfolge mit dem Sportwagen 300 SL W 194. Der noch mit Vergasern bestückte 175-PS-Motor (129 kW) basierte jedoch auf dem Serien-Sechszylinder der 300-S-Limousine und war keine Grundlage für einen konkurrenzfähigen Sportwagen- oder Formel-1-Motor nach den Regeln, die ab 1954 gelten sollten. Deshalb setzte das Werk 1953 bei Rennen aus und entwickelte den Mercedes-Benz W 196.

## Technik und Entwicklung

### Motor und Kraftübertragung

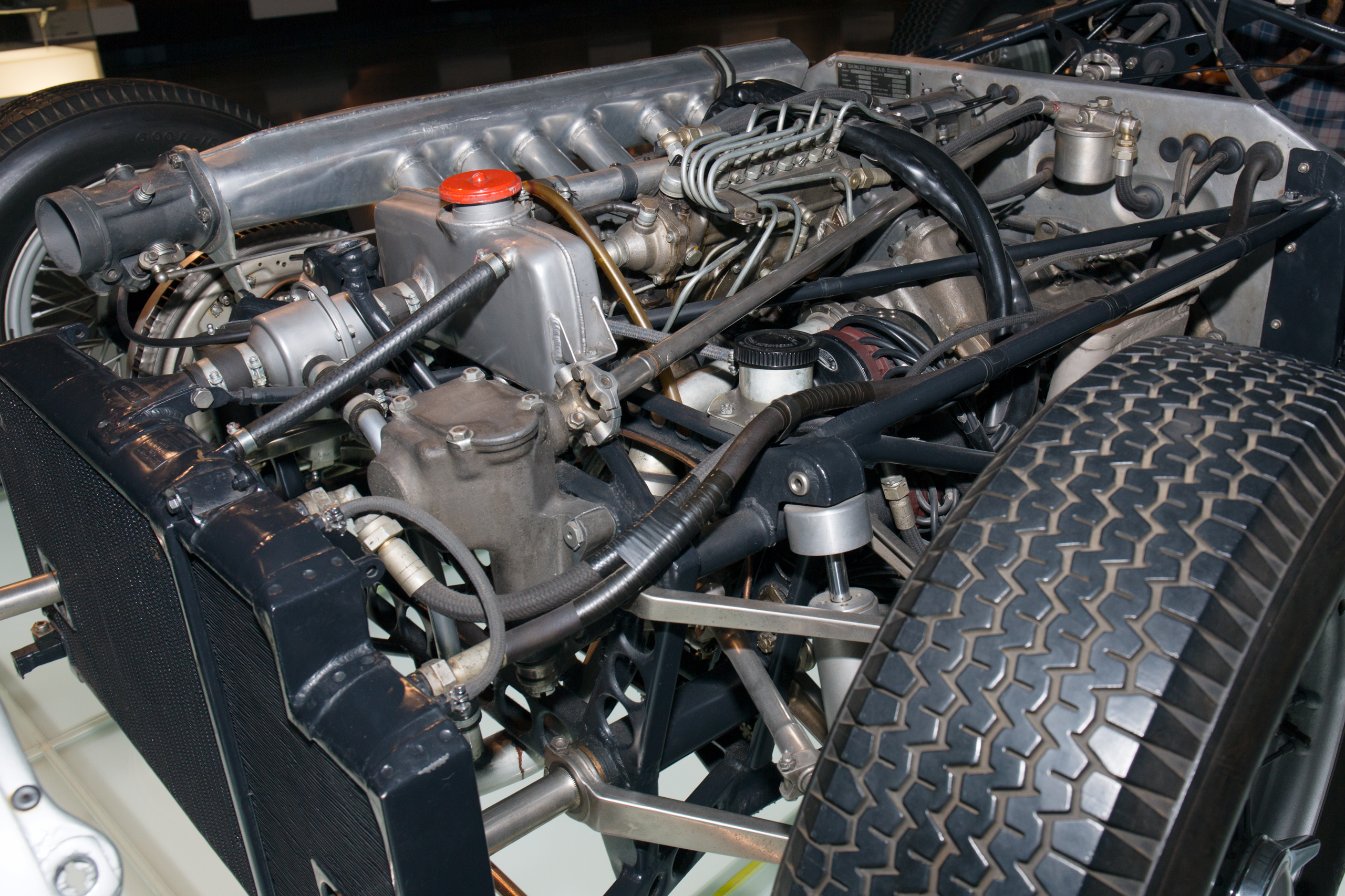
Mercedes-Benz M 196 in einem W 196 R

Das Formel-1-Reglement für 1954/55 erlaubte Motoren von höchstens 2500 cm³ ohne Aufladung oder 750 cm³ mit Kompressor, was einer Halbierung der bisherigen Größen entsprach (4,5-Liter-Saugmotoren). Fritz Nallinger, Vorstandsmitglied für Konstruktion und Entwicklung, sowie Rudolf Uhlenhaut als Leiter des Versuchs gaben, wie alle Mitbewerber, dem 2500-cm³-Saugmotor den Vorzug. Gebaut wurde ein Achtzylinder-Reihenmotor, der in zwei Vierzylinderblöcke geteilt war. Das Drehmoment wurde in der Mitte der beiden Zylinderblöcke über ein einstufiges Untersetzungsgetriebe auf eine Welle übertragen, an deren Ende eine Einscheibentrockenkupplung eingebaut war. Die Konstruktion mit Mittelabtrieb verringerte die Torsionsschwingungen der wegen der Wälzlager längeren Kurbelwelle. Zur Minimierung von Reibungsverlusten liefen die Kolben in verchromten Laufbuchsen und die Wellen waren rollengelagert.
Der Motor hat zwei Querstromzylinderköpfe mit zwei obenliegenden Nockenwellen und insgesamt 16 Ventilen. Die Zylinderköpfe sind mit den Zylinderblöcken verschweißt. Statt Ventilfedern gab es eine Desmodromik (Zwangssteuerung) mit zusätzlichen Nocken auf der Nockenwelle zum Schließen der Ventile. Diese Konstruktion erlaubte hohe Drehzahlen bei großem Ventilhub und damit eine hohe Nennleistung.
Neu war die Benzindirekteinspritzung des W 196, eine Technik, die bis dahin im Automobilbau nur bei Zweitaktmotoren angewandt worden war. Ingenieur Hans Scherenberg, der bei Daimler-Benz in den 1930er Jahren an der Entwicklung des ersten Pkw-Dieselmotors Mercedes-Benz OM 138 und an der Konstruktion des Flugmotors DB 601 mit Benzindirekteinspritzung beteiligt war, hatte nach dem Krieg das Werk verlassen müssen. 1948 war Scherenberg bei dem Fahrzeughersteller Gutbrod als Technischer Direktor eingetreten, wo er gemeinsam mit Karl-Heinz Göschel (1914–2009) und in Zusammenarbeit mit Bosch die Einspritzanlage für den Zweitaktmotor des „Gutbrod Superior“ (1951) konstruierte, die erste serienmäßige Benzindirekteinspritzung im Automobilbau. 1952 kam er zusammen mit einem Team von Spezialisten aus dem Flugmotorenbau zurück. Göschel, der 1972 Nachfolger von Rudolf Uhlenhaut wurde, entwickelte 1953/54 maßgeblich die Einspritzanlage des W 196.
Der Kraftstoff des W 196 war kein handelsübliches Benzin, sondern ein von Esso zugeliefertes Spezialgemisch mit der Bezeichnung RD1. Die Zutaten waren, soweit bekannt:
- 45 % Benzol
- 25 % Methanol
- 25 % hochoktaniges Benzin
- 3 % Azeton
- 2 % Nitrobenzol

Da dieses Gemisch Tank und Kraftstoff-Leitungen angriff, mussten diese nach jedem Einsatz mit „normalem“ Benzin ausgewaschen werden, um Korrosion zu verhindern. Der Achtzylinder-Reihenmotor entwickelte zunächst rund 260 PS (191 kW).
Um den Fahrzeugschwerpunkt möglichst niedrig zu halten, war der Motor um 53° nach rechts geneigt und nach links versetzt eingebaut.
Das Drehmoment wurde von der Einscheibentrockenkupplung (Durchmesser 240 mm) über eine von vorn links schräg zur Mitte versetzte Kardanwelle unter dem Fahrersitz hindurch zum Getriebe übertragen. Es hatte fünf Gänge (zweiter bis fünfter Gang synchronisiert), war mit dem Achsantrieb mit Sperrdifferential verblockt und hinter ihm platziert. Die Abstufung von Schaltgetriebe und die Achsübersetzung konnten den jeweiligen Rennstrecken angepasst werden.

### Fahrgestell
Das Fahrgestell des W 196 bestand – wie damals üblich – im Wesentlichen aus einem Gitterrohrrahmen, dessen einzelne Rohre einen Durchmesser von 20 und 25 mm hatten (Wandstärke 0,8 und 1,0 mm). In diesem Rahmen befanden sich Motor, Kühler, Schaltgetriebe und Achsantrieb, Bremsen sowie Kraftstofftank (bis zu 220 Liter) und Öltank (40 Liter). Die Vorderräder waren an Doppelquerlenkern aufgehängt; hinten war eine Eingelenkpendelachse (Schwingachse) mit tief gelegtem Drehpunkt eingebaut, um den Momentanpol (Drehpunkt) des Fahrzeugs möglichst weit nach unten zu verlagern. Bei dieser Konstruktion schwingt das Achsgehäuse (Differenzialgetriebe) mit und die Pendelarme reichen bis zur Fahrzeugmittelebene. Die linke Antriebswelle ist über Schiebegelenke und ein Kreuzgelenk mit dem Differential verbunden.
Der W 196 hatte vorn und hinten längs liegende Drehstabfedern und hydraulische Teleskopstoßdämpfer sowie einen hydraulischen Lenkungsdämpfer. Zur Verringerung der ungefederten Massen lagen die groß dimensionierten Trommelbremsen (Durchmesser vorn 350 mm, hinten 275 mm) in der Fahrzeugmitte. Die Vorderräder hatten daher auch Gelenkwellen, um das Bremsmoment von der Bremse zum Rad zu übertragen. Bei verkürztem Radstand (1955) waren die Bremsen vorn auch außen in den Rädern angebracht. Auf den Leichtmetallmänteln der Bremstrommeln waren quer zur Laufrichtung Rippen angebracht, die von der Kühlluft umströmt wurden und die Wärmeableitung verbessern sollten („Turbokühlung“).

### Karosserie
Zur Senkung des Luftwiderstandes auf schnellen Kursen erhielt der W 196 zunächst anstatt der bei Einsitzern üblicherweise freistehenden Räder eine Vollverkleidung, vergleichbar mit den auf der Avus und bei Rekordfahrten eingesetzten Vorkriegsmodellen.
Die vollverkleidete Stromlinienkarosserie war jedoch unübersichtlich und relativ schwer, sodass auf engeren Kursen die ebenfalls geplante Monoposto-Variante eingesetzt wurde, die 1955 – bedingt durch eine Änderung der Einspritzanlage (Verlegung des Staurohrs) – die markante Luftansaughutze rechts auf der Motorhaube bekam (siehe Fotos). Dies war nötig geworden, nachdem im Herbst 1954 Blätter die Kühleröffnung und die dortige Ansaugöffnung verstopft hatten.
Die Karosseriebleche des W 196, die anfangs über Holzblöcken von Hand geformt wurden, bestanden aus Magnesium und Aluminium. Später wurden die Blechteile mit Metallformen hergestellt.

## Lackierung und Sponsoring
Die Grundfarbe des W 196 wurde durch die offen liegende Aluminiumbeplankung bestimmt. In beiden Saisons waren die Wagen komplett silberfarben mit roten Startnummern auf weißem Grund. Sponsorenaufkleber oder Werbung waren in den 1950er Jahren in der Formel 1 noch nicht etabliert.

## Fahrer
In der Saison 1954 wurden neben dem argentinischen Starpiloten Fangio zudem die Fahrer Karl Kling, Hans Herrmann sowie Hermann Lang eingesetzt. Lang fuhr als einziger bereits in den 1930er Jahren Rennen für Mercedes-Benz.
In der Folgesaison wurde zusätzlich der britische Pilot Stirling Moss als Werksfahrer verpflichtet. Er war neben den GP-Einsätzen auch für die Sportwagenrennen vorgesehen. Bei einzelnen Rennen pilotierten zudem André Simon und Piero Taruffi den W 196.

## Formel-1-Einsätze

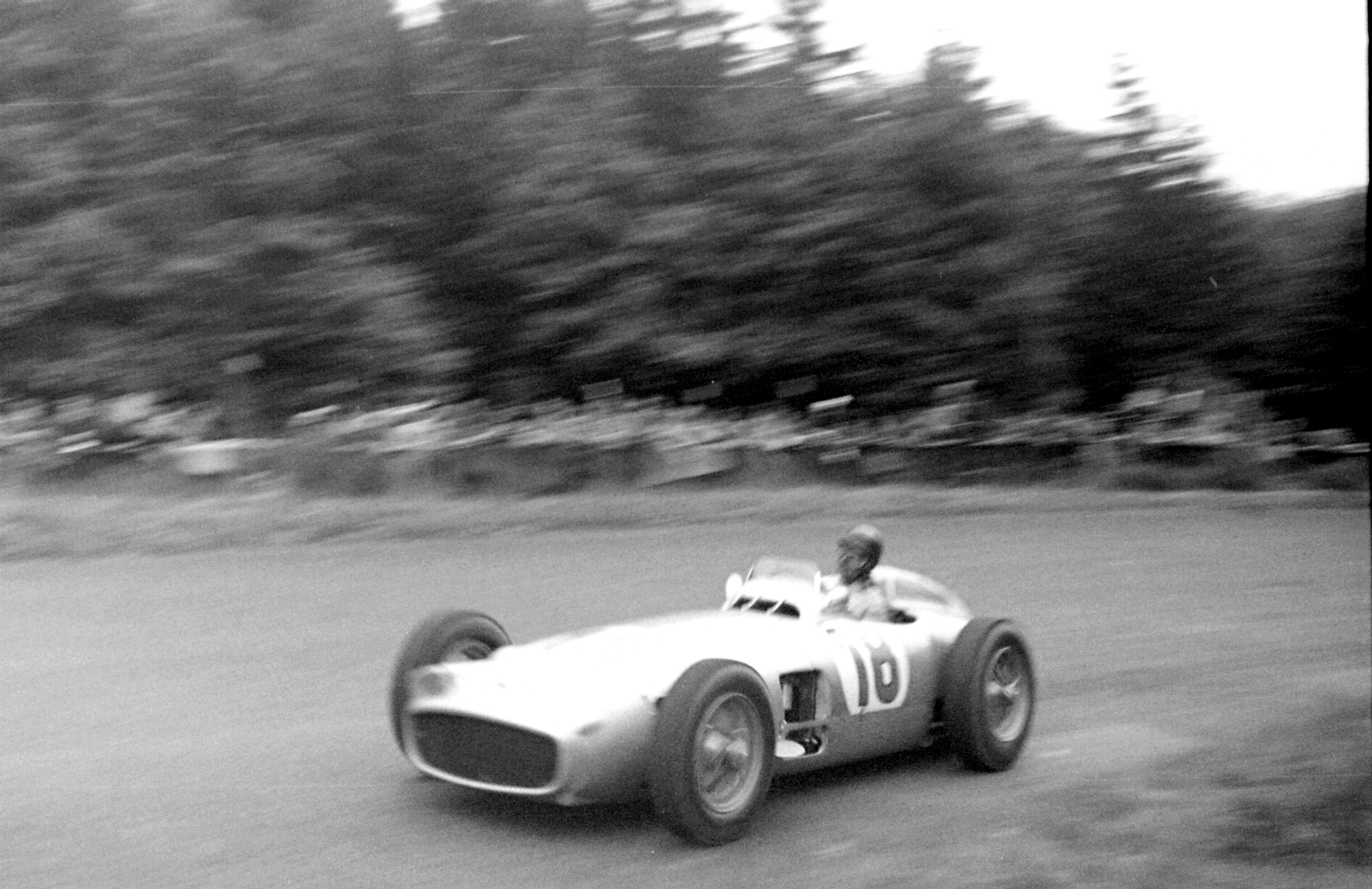
Fangio beim Großen Preis von Deutschland 1954 in der Monoposto-Variante

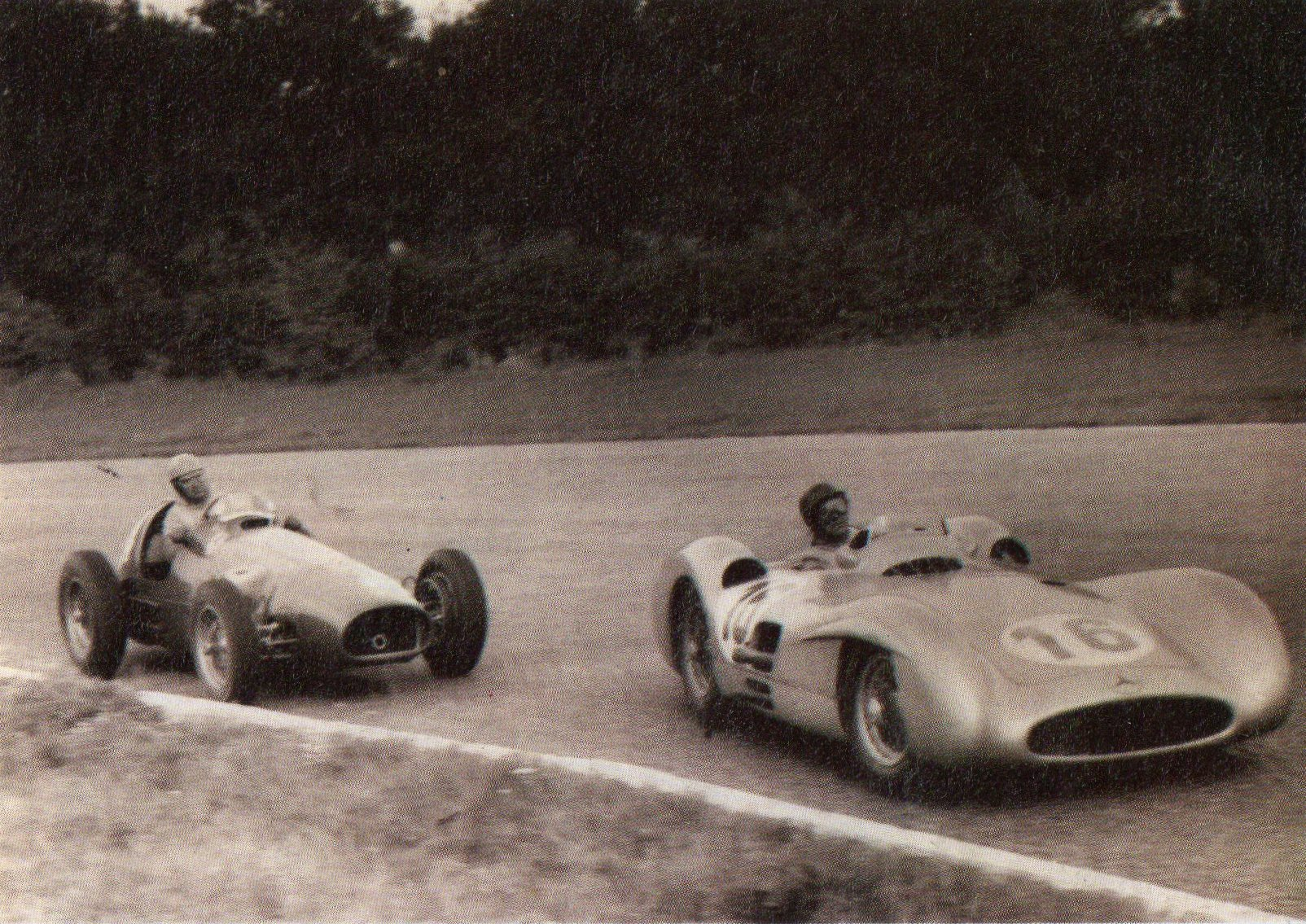
Fangio beim Großen Preis von Italien 1954 in der Monza-Variante

Im Dezember 1953 unternahm Mercedes auf dem Werksgelände in Stuttgart-Untertürkheim die ersten Probefahrten mit dem W 196, bevor ausgiebige Tests in Hockenheim (Februar 1954), Monza (Mai 1954) und auf der heutigen Autobahn A 81 bei Schwieberdingen gefahren wurden. Weitere Versuche in Hockenheim folgten. Das Renndebüt des neuen Wagens verzögerte sich bis in den Sommer, weshalb Juan Manuel Fangio die ersten Rennen der Saison 1954 noch auf Maserati bestritt und bereits Punkte sammelte.
Nachdem alle Probefahrten mit Weber-Doppelvergasern gefahren worden waren, kam die Einspritzanlage in den Tests unmittelbar vor dem Großen Preis von Frankreich in Reims-Gueux erstmals zum Einsatz. Der Verbrauch sollte nach den vorausgegangenen Berechnungen bei 35 l/100 km liegen, tatsächlich waren es aber 40, sodass der Tankinhalt von 185 Liter für die Renndistanz von 500 km nicht ausreichte. Nachtanken während des Wettbewerbs hätte zu viel Zeit gekostet; deshalb wurden in der Nacht vor dem Rennen auf der linken Cockpitseite provisorische Zusatztanks in die Wagen eingebaut.
Am 4. Juli 1954 – neun Jahre nach Kriegsende – trat der W 196 in Frankreich erstmals bei einem Formel-1-Rennen an. Schon in der Startaufstellung machten die in der ersten Reihe stehenden flachen und breiten Silberpfeile von Juan Manuel Fangio und Karl Kling deutlich, dass eine neue Ära beginnt, denn die Konkurrenten saßen auf noch relativ schmalen, hochbeinigen älteren Konstruktionen. Nur der Nachwuchsfahrer Hans Herrmann mit dem dritten W 196 stand weiter hinten auf dem siebten Startplatz. Herrmann erzielte zwar bei der Aufholjagd die schnellste Rundenzeit (2:32,9 Min. = 195,6 km/h) und fuhr auf den dritten Platz, fiel aber in der 17. von 61 Runden mit Motorschaden aus. Fangio und Kling beendeten das Rennen über 506,4 km auf dem Hochgeschwindigkeitskurs mit einem überlegenen Doppelsieg nach 2:42:47,7 Stunden bzw. mit einem Durchschnitt von 186,638 km/h – ein überragender sportlicher Erfolg des jungen Nachkriegs-Deutschlands am selben Tag des Gewinns der Fußball-Weltmeisterschaft durch die deutsche Nationalmannschaft in Bern.
Der W 196 galt zwar fortan als seinen Konkurrenten überlegen, hatte aber auch Probleme. Beim nächsten Lauf, dem Großen Preis von Großbritannien in Silverstone brachte die Stromlinienverkleidung kaum Vorteile. Die mit Fässern markierten Kurven auf dem Flugplatzkurs ließen sich wegen der schlechten Übersicht nicht optimal anpeilen. Fangio beschädigte gar beide vorderen Kotflügel beim Herantasten an die Fässer und wurde mit einer Runde Rückstand nur Vierter; Karl Kling belegte den siebten Platz.
Für den Lauf um den Großen Preis von Deutschland auf dem kurvenreichen Nürburgring am 1. August 1954 bekamen Fangio, Kling und der Vorkriegsfahrer Hermann Lang eine leichtere Variante des W 196 mit freistehenden Rädern, während Herrmann weiterhin mit einer Vollverkleidung vorliebnehmen musste, da nur drei Monopostos fertig wurden. Vom Start weg führte Fangio, wurde jedoch kurzzeitig von Kling verdrängt, der mit undichtem Tank vom letzten Platz der 20 Wagen gestartet war und im Verlauf seiner Aufholjagd mit 9:55,1 Minuten (138,0 km/h) die schnellste Runde fuhr. Kurz vor Schluss fiel Kling wegen eines Stoßdämpferschadens auf den vierten Platz zurück; Fangio gewann nach 3:45:45,8 Stunden bzw. 501,82 km mit einem Vorsprung von 1:37 Minuten vor dem Werks-Ferrari von Gonzales/Hawthorn. Hans Herrmann (gebrochene Benzinleitung) und Hermann Lang (Motorschaden) schieden in der 7. bzw. 11. von 22 Runden aus.
Auch in der Schweiz und in Monza, hier wieder mit der Vollverkleidung, siegte Fangio. Hans Herrmann wurde auf der Bremgarten-Rundstrecke in Bremgarten bei Bern Dritter und in Monza Vierter. Kling fiel in beiden Rennen mit Motorschaden bzw. Unfall durch gebrochenen Ölschlauch aus. Der Große Preis von Berlin auf der AVUS, zu dem nur zehn Formel-1-Wagen antraten, zählte nicht zur Weltmeisterschaft. Das Rennen endete mit einem Dreifachsieg von Kling (Durchschnitt 213,5 km/h), Fangio und Herrmann – drei Runden vor André Pilette auf Gordini. Zum Saisonabschluss in Spanien reichte es zwar nur zum dritten Platz für Mercedes-Benz und Fangio, der Weltmeistertitel war jedoch sicher. Karl Kling wurde in Spanien Fünfter, Hans Herrmann fiel in der 51. von 80 Runden mit defekter Einspritzpumpe aus. Die Wagen hatten Probleme mit Laub in der Kühleröffnung, das sowohl Kühlung als auch Ansaugluft behinderte. Daraufhin wurde ein Gitter davor angebracht und der Luftansaugstutzen nach oben verlegt.
Das formelfreie Rennen am 30. Januar 1955 in Buenos Aires, bei dem der W 196 mit dem 3-Liter-Motor des Rennsportwagens 300 SLR eingesetzt wurde, gewann – wie auch den in großer Hitze ausgetragenen Grand Prix – Fangio vor Moss; Karl Kling wurde Vierter. Beim britischen Grand Prix in Aintree gewann Neuzugang Stirling Moss für Mercedes, nachdem ihm Fangio bei seinem Heimrennen möglicherweise den Vortritt gelassen hatte. Das Rennen in Monaco erwies sich als Pleite, denn alle W 196 fielen aus und Hans Herrmann verunglückte im Training schwer. Nach der Le-Mans-Katastrophe wurden einige Läufe zur Formel-1-Weltmeisterschaft 1955 abgesagt, unter anderem der Große Preis von Deutschland auf dem Nürburgring. In der Schweiz gab es fortan gar keine Rennen mehr. Den Saisonabschluss in Monza gewann wieder ein Stromlinienmodell. Somit wurde Juan Manuel Fangio auch 1955 Formel-1-Weltmeister mit Siegen in vier von nur sechs Rennen (Argentinien, Belgien, Niederlande und Italien).
Nachdem der W 196 mit zwei Formel-1-Fahrerweltmeisterschaften (die Formel-1-Konstrukteursweltmeisterschaft gab es erst ab 1958, Mercedes hätte bei früherer Einführung gewonnen) und der neuen Sportwagen-Weltmeisterschaft alles gewonnen hatte, was es zu gewinnen gab (außer erneut bei den prestigeträchtigen Rennen von Monaco und Le Mans), zog sich das Werk wie schon vorher geplant vom Rennsport zurück, um sich auf die Serienentwicklung zu konzentrieren.

## Ergebnisse
| Saison | Chassis | Fahrer      | Nr. | 1 | 2   | 3 | 4   | 5   | 6   | 7   | 8   | 9   | Punkte | Rang |
| ------ | ------- | ----------- | --- | - | --- | - | --- | --- | --- | --- | --- | --- | ------ | ---- |
| 1954   | W 196   |             |     |   |     |   |     |     |     |     |     |     | –      | –    |
| 1954   | W 196   | J. Fangio   | –   |   |     |   | 1   | 4   | 1   | 1   | 1   | 3   | –      | –    |
| 1954   | W 196   | K. Kling    | –   |   |     |   | 2   | 7   | 4   | DNF | DNF | 5   | –      | –    |
| 1954   | W 196   | H. Herrmann | –   |   |     |   | DNF |     | DNF | 3   | 4   | DNF | –      | –    |
| 1954   | W 196   | H. Lang     | 21  |   |     |   |     |     | DNF |     |     |     | –      | –    |
| 1955   | W 196   |             |     |   |     |   |     |     |     |     |     |     | –      | –    |
| 1955   | W 196   | J. Fangio   | –   | 1 | DNF |   | 1   | 1   | 2   | 1   |     |     | –      | –    |
| 1955   | W 196   | H. Herrmann | –   | 4 | DNQ |   |     |     |     |     |     |     | –      | –    |
| 1955   | W 196   | K. Kling    | –   | 4 |     |   | DNF | DNF | 3   | DNF |     |     | –      | –    |
| 1955   | W 196   | S. Moss     | –   | 4 | 9   |   | 2   | 2   | 1   | DNF |     |     | –      | –    |
| 1955   | W 196   | A. Simon    | 4   |   | DNF |   |     |     |     |     |     |     | –      | –    |
| 1955   | W 196   | P. Taruffi  | –   |   |     |   |     |     | 4   | 2   |     |     | –      | –    |

| Legende  | Legende            | Legende                                                          |
| Farbe    | Abkürzung          | Bedeutung                                                        |
| -------- | ------------------ | ---------------------------------------------------------------- |
| Gold     | –                  | Sieg                                                             |
| Silber   | –                  | 2. Platz                                                         |
| Bronze   | –                  | 3. Platz                                                         |
| Grün     | –                  | Platzierung in den Punkten                                       |
| Blau     | –                  | Klassifiziert außerhalb der Punkteränge                          |
| Violett  | DNF                | Rennen nicht beendet (did not finish)                            |
| Violett  | NC                 | nicht klassifiziert (not classified)                             |
| Rot      | DNQ                | nicht qualifiziert (did not qualify)                             |
| Rot      | DNPQ               | in Vorqualifikation gescheitert (did not pre-qualify)            |
| Schwarz  | DSQ                | disqualifiziert (disqualified)                                   |
| Weiß     | DNS                | nicht am Start (did not start)                                   |
| Weiß     | WD                 | zurückgezogen (withdrawn)                                        |
| Hellblau | PO                 | nur am Training teilgenommen (practiced only)                    |
| Hellblau | TD                 | Freitags-Testfahrer (test driver)                                |
| ohne     | DNP                | nicht am Training teilgenommen (did not practice)                |
| ohne     | INJ                | verletzt oder krank (injured)                                    |
| ohne     | EX                 | ausgeschlossen (excluded)                                        |
| ohne     | DNA                | nicht erschienen (did not arrive)                                |
| ohne     | C                  | Rennen abgesagt (cancelled)                                      |
| ohne     | keine WM-Teilnahme |                                                                  |
| sonstige | P/fett             | Pole-Position                                                    |
| sonstige | 1/2/3/4/5/6/7/8    | Punktplatzierung im Sprint-/Qualifikationsrennen                 |
| sonstige | SR/kursiv          | Schnellste Rennrunde                                             |
| sonstige | *                  | nicht im Ziel, aufgrund der zurückgelegten Distanz aber gewertet |
| sonstige | ()                 | Streichresultate                                                 |
| sonstige | unterstrichen      | Führender in der Gesamtwertung                                   |

1. ↑  Erst ab der Formel-1-Saison 1974 gab es feste Startnummern. Zuvor variierten die Nummern zwischen den einzelnen Rennen und Trainings.
2. 1 2  Die Konstrukteursweltmeisterschaft wurde erst 1958 eingeführt.
3. ↑  Startnummer 21 beim Großen Preis von Deutschland 1954.
4. ↑  Startnummer 4 beim Großen Preis von Monaco 1955.

## Historische Einordnung
Der W 196 gilt als Meilenstein im Motorsport, die Silberpfeile wurden oft als überlegen oder gar unbesiegbar bezeichnet. Dies traf hauptsächlich bei Rennen zu, in denen die Vorteile der Vollverkleidung voll zum Zuge kamen. Zwar hatten die Wagen noch einige andere Neuerungen, jedoch wurde auch ständig nachgebessert, um den knappen Vorsprung zu halten. Es ist zudem schwer zu beurteilen, welcher Anteil an den F1-Erfolgen Fangio zu verdanken war, der in 14 Großen Preisen neun der zehn Siege von Mercedes errang (das Rennen in Berlin nicht mitgerechnet). Doppelsiege oder weitere Podiumsplätze waren keinesfalls die Regel. Ohne oder gar gegen Fangio hätte Mercedes weniger Erfolg gehabt bzw. hätte schon 1954 einen anderen Top-Fahrer verpflichten müssen. Zudem gab Lancia nach dem Tod von Alberto Ascari komplett auf und übergab den vielversprechenden Lancia D50 an Ferrari, wo er 1956 Fangio zu einem erneuten WM-Titel trug.
Für Sportwagenrennen hatte Mercedes zudem 1955 mit Moss den besten Fahrer engagiert, da Fangio schon damals nicht mehr gewillt war, auf Langstrecken und auf öffentlichen Straßen angesichts der Gefahr von Ermüdung bei Mensch und Material weiterhin volles Risiko einzugehen. Zudem war Mercedes mit dem Dreilitermotor den größeren Aggregaten der Konkurrenz leistungsmäßig unterlegen.
Bei Demonstrationsfahrten führt Mercedes-Benz Classic heute aus praktischen Gründen nur noch den W 196 R Formel 1 mit dem 3-Liter-Motor des 300 SLR W 196 S bzw. einen Wagen des formelfreien Rennens von Buenos Aires vor, da er mit normalem Benzin betrieben werden kann und nicht das RD1-Gemisch des 2,5-Liter-Formel-1-Motors benötigt. Das 3-Liter-Triebwerk ist weniger geneigt eingebaut und höher als der 2,5-Liter-Motor, erkennbar an der für diesen Wagen typischen, nach oben ausgewölbten Motorhaube. Der Formel-1-Wagen ist damit nicht mehr authentisch, auch nicht, was den Abgasgeruch angeht.

## Technische Daten
| W 196                     | Stromlinie                                                                                          | Monoposto                                                                                           |
| ------------------------- | --------------------------------------------------------------------------------------------------- | --------------------------------------------------------------------------------------------------- |
| Motor                     | Achtzylinder-Reihenmotor M 196 mit Mittelabtrieb und zwei Sackzylinderblöcken mit je vier Zylindern | Achtzylinder-Reihenmotor M 196 mit Mittelabtrieb und zwei Sackzylinderblöcken mit je vier Zylindern |
| Hubraum                   | 2496 cm³                                                                                            | 2496 cm³                                                                                            |
| Bohrung × Hub             | 76 × 68,8 mm                                                                                        | 76 × 68,8 mm                                                                                        |
| Leistung                  | 189 kW = 257 PS (1954) bis 206 kW = 280 PS (Sommer 1955)                                            | 189 kW = 257 PS (1954) bis 206 kW = 280 PS (Sommer 1955)                                            |
| bei 1/min                 | 8250/min bzw. 8700/min                                                                              | 8250/min bzw. 8700/min                                                                              |
| Max. Drehmoment bei 1/min | 247 Nm (25,2 mkp) bei 6300/min                                                                      | 247 Nm (25,2 mkp) bei 6300/min                                                                      |
| Ventilsteuerung           | obenliegende Nockenwelle (Ventile zwangsgesteuert)                                                  | obenliegende Nockenwelle (Ventile zwangsgesteuert)                                                  |
| Verdichtung               | 9:1                                                                                                 | 9:1                                                                                                 |
| Kühlung                   | Wasser                                                                                              | Wasser                                                                                              |
| Getriebe                  | 5-Gang-Getriebe (und Rückwärtsgang), Kulissenschaltung*                                             | 5-Gang-Getriebe (und Rückwärtsgang), Kulissenschaltung*                                             |
| Radaufhängung vorn        | Doppelquerlenker                                                                                    | Doppelquerlenker                                                                                    |
| Radaufhängung hinten      | Eingelenk-Pendelachse mit tiefgelegtem Drehpunkt                                                    | Eingelenk-Pendelachse mit tiefgelegtem Drehpunkt                                                    |
| Federung vorn und hinten  | längs liegende Drehstäbe und Teleskopstoßdämpfer                                                    | längs liegende Drehstäbe und Teleskopstoßdämpfer                                                    |
| Karosserie                | Gitterrohrrahmen mit Aluminiumbeplankung                                                            | Gitterrohrrahmen mit Aluminiumbeplankung                                                            |
| Spurweite vorn/hinten     | 1330 / 1358 mm                                                                                      | 1330 / 1358 mm                                                                                      |
| Radstand                  | 2350 mm (auch 2210 und 2150 mm)                                                                     | 2350 mm (auch 2210 und 2150 mm)                                                                     |
| Reifen vorn/hinten        | 6.00 × 16 / 7.00 × 16                                                                               | 6.00 × 16 / 7.00 × 16                                                                               |
| Maße L × B × H            | 4160 (mit Stromlinienkarosserie) × 1625 (ohne Auspuff) × 1040 mm                                    | 4160 (mit Stromlinienkarosserie) × 1625 (ohne Auspuff) × 1040 mm                                    |
| Trockengewicht            | ca. 700 kg                                                                                          | ca. 650 kg                                                                                          |
| Höchstgeschwindigkeit     | ca. 280–290 km/h                                                                                    | ca. 280–290 km/h                                                                                    |

* Der Schalthebel wird in einer Metallschablone (Kulisse) geführt.

## Galerie

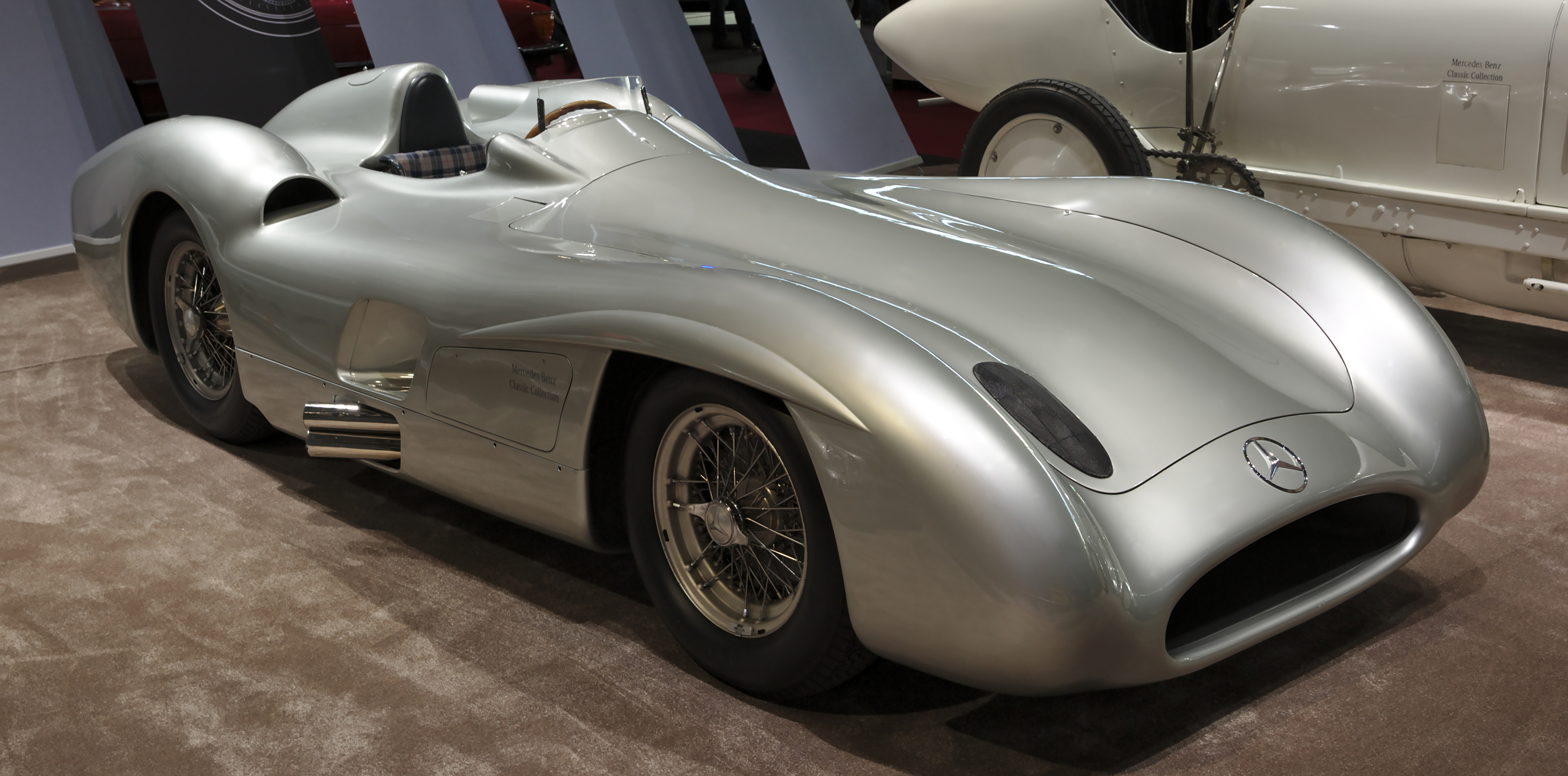
Mercedes W 196 Monza mit Stromlinienkarosserie auf den Retro Classics 2019
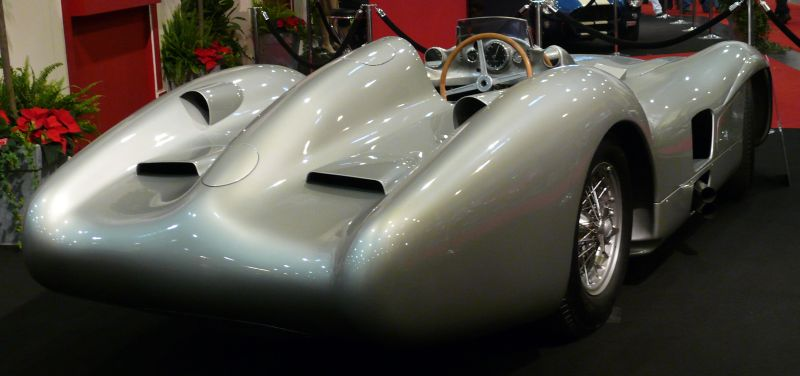
Heckansicht des Mercedes W 196 Monza mit Stromlinienkarosserie
Mercedes W 196 R Monoposto
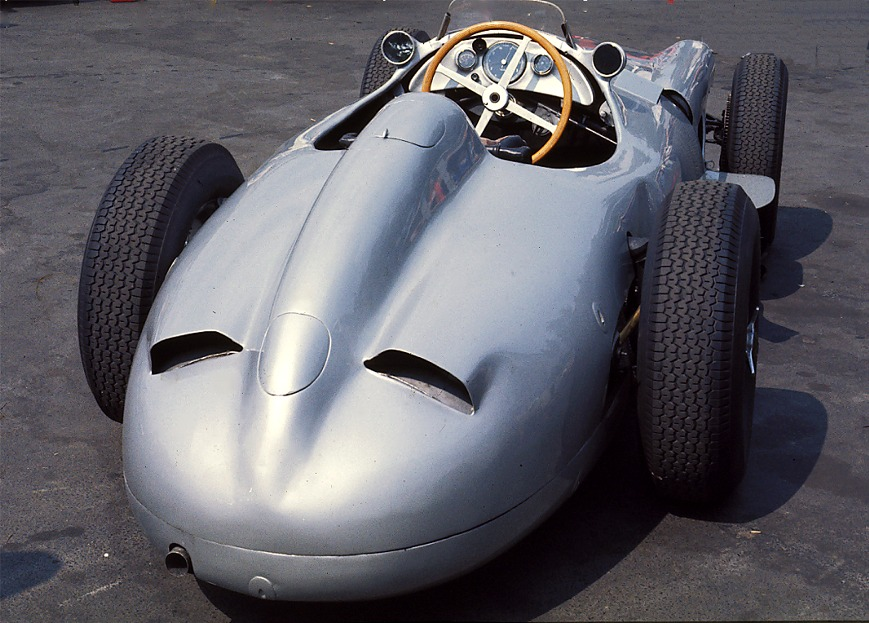
Heckansicht des Mercedes W 196 Monoposto
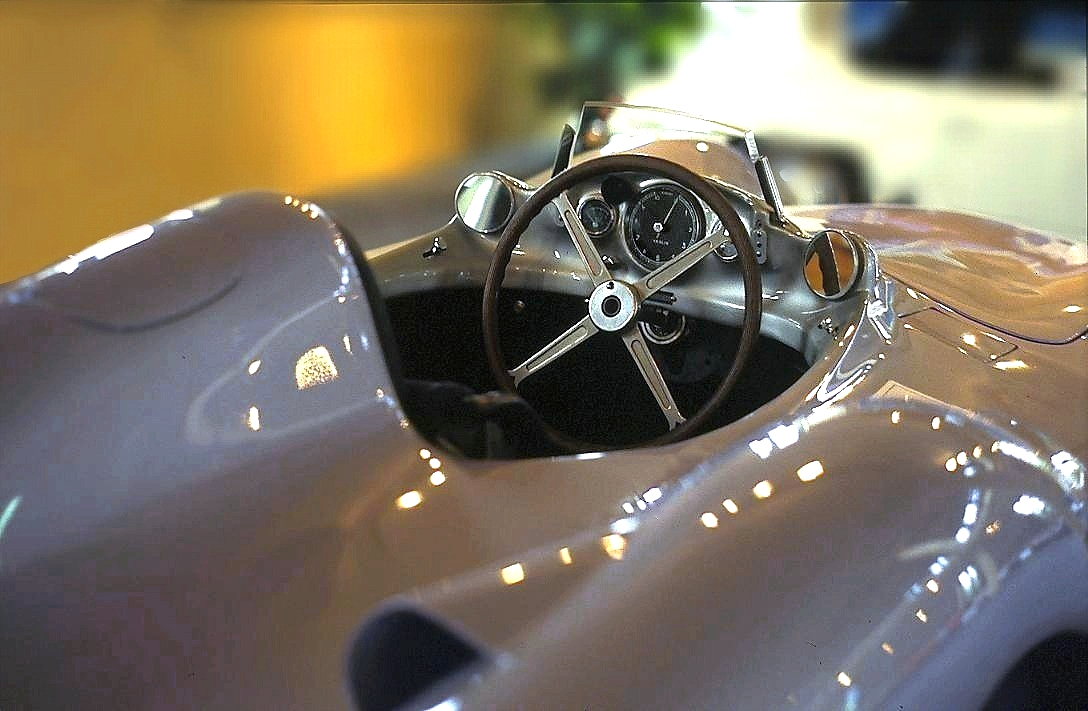
Cockpit des W 196 mit großem Drehzahlmesser von Veglia
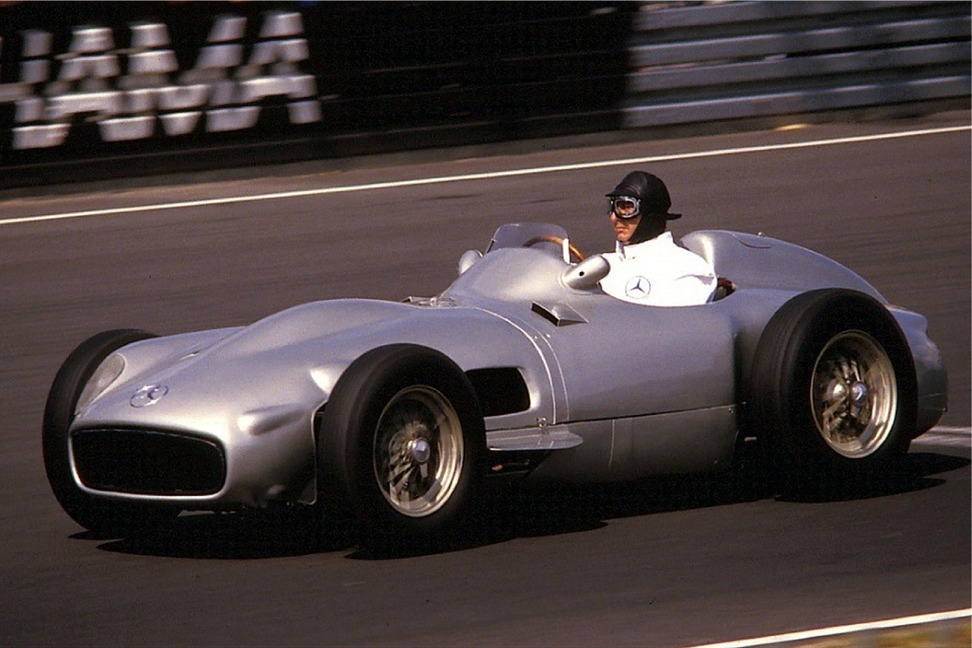
W 196 mit 3-Liter-Motor 1986 bei einer Demofahrt mit Juan Manuel Fangio

## Sportwagen Varianten

### Mercedes-Benz 300 SLR
An der 1953 neu eingeführten Sportwagen-Weltmeisterschaft nahm Daimler-Benz in den ersten beiden Jahren nicht teil; das Werk stieg jedoch nach dem erfolgreiche Formel-1-Jahr 1954 in die laufende Sportwagen-Weltmeisterschaft 1955 ein, die bereits im Januar in Buenos Aires begonnen hatte. Ferrari gewann dort in Abwesenheit von Mercedes-Benz; in Sebring im März war Jaguar vorn. Vom W 196 wurde eine Sportwagenvariante abgeleitet, der Mercedes-Benz 300 SLR (kurz für Sport Leicht Rennen). Im Gegensatz zum sechszylindrigen Straßenwagen 300 SL mit zunächst nur Flügeltüren war der SLR ein offener Zweisitzer, dessen Gitterrohrrahmen weitestgehend dem des Formel-1-Wagens entsprach. Der Radstand betrug 2380 mm. Eine Besonderheit für den Einsatz in Le Mans, mit engen Kurven nach langen Geraden, war die Luftbremse, ein breiter Schild hinter dem Fahrer, der hydraulisch aufgestellt werden konnte, um den Luftwiderstand drastisch zu erhöhen und die Bremswirkung der Trommelbremsen aus hohen Geschwindigkeiten zu unterstützen. Obwohl Scheibenbremsen bereits im Krieg an deutschen Panzern und Flugzeugen eingebaut wurden, waren noch Trommelbremsen üblich, nur die Konkurrenz von Jaguar hatte ab 1953 Bremsscheiben.

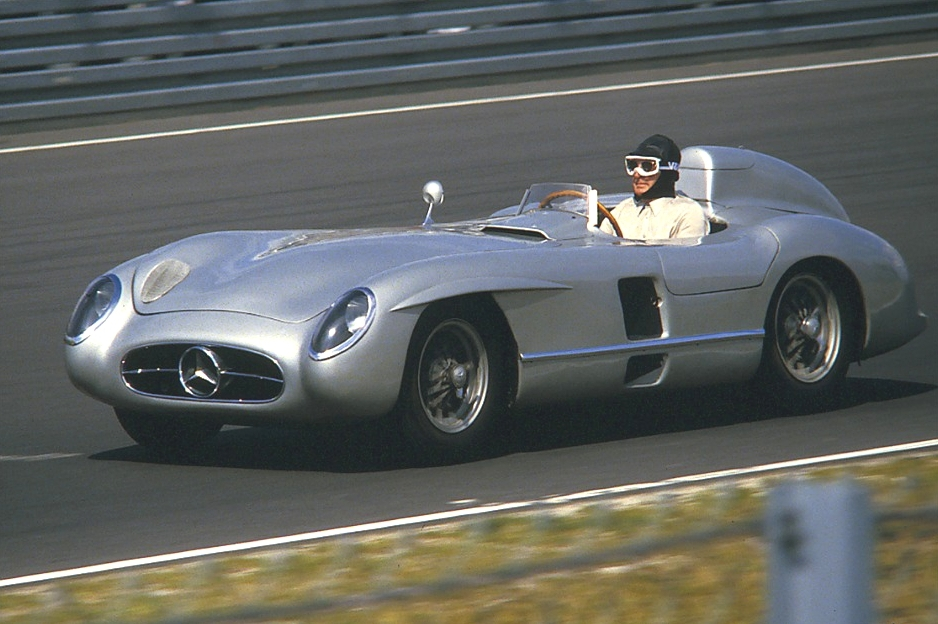
Mercedes-Benz 300 SLR

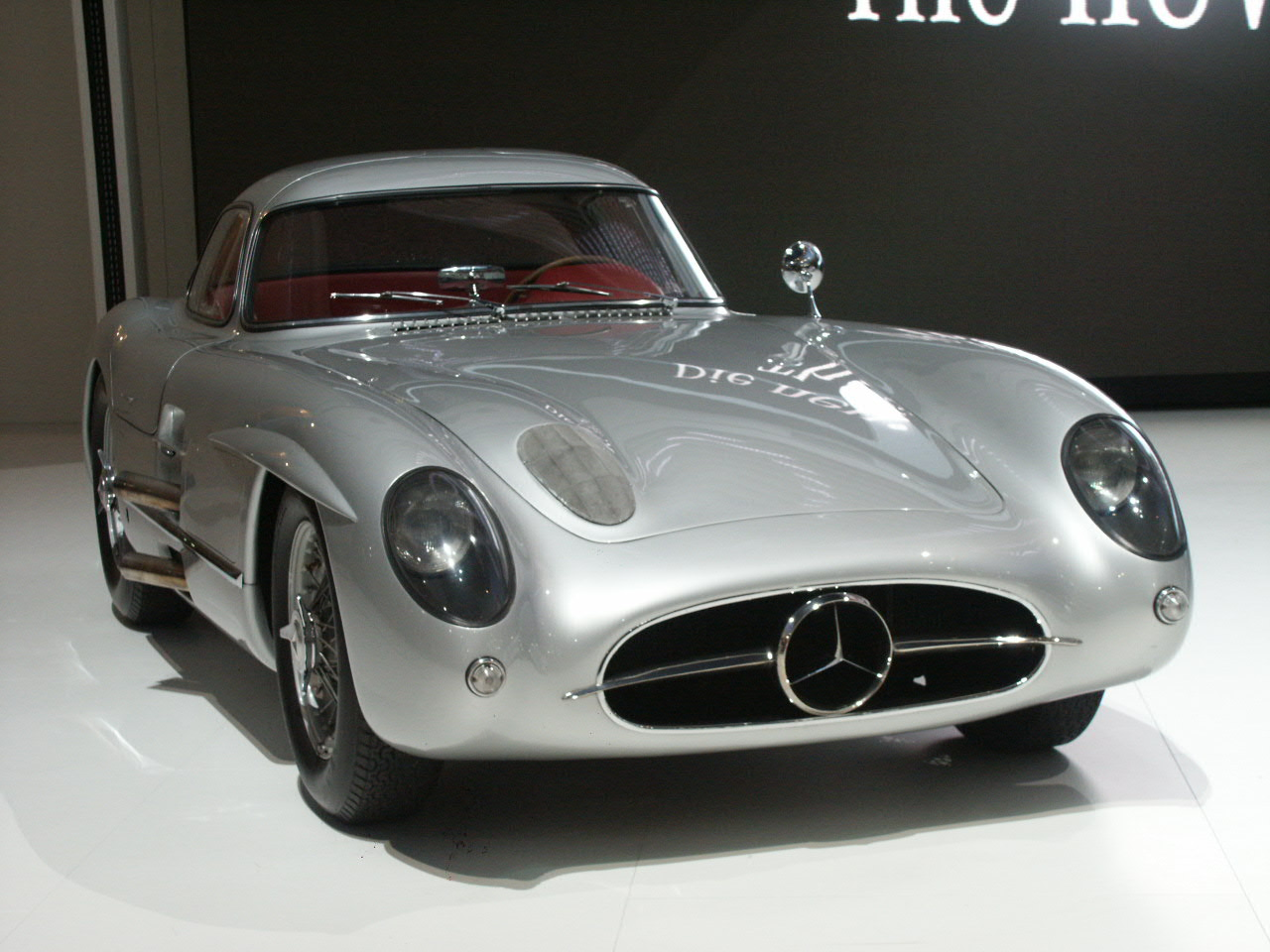
Mercedes-Benz 300 SLR Coupé

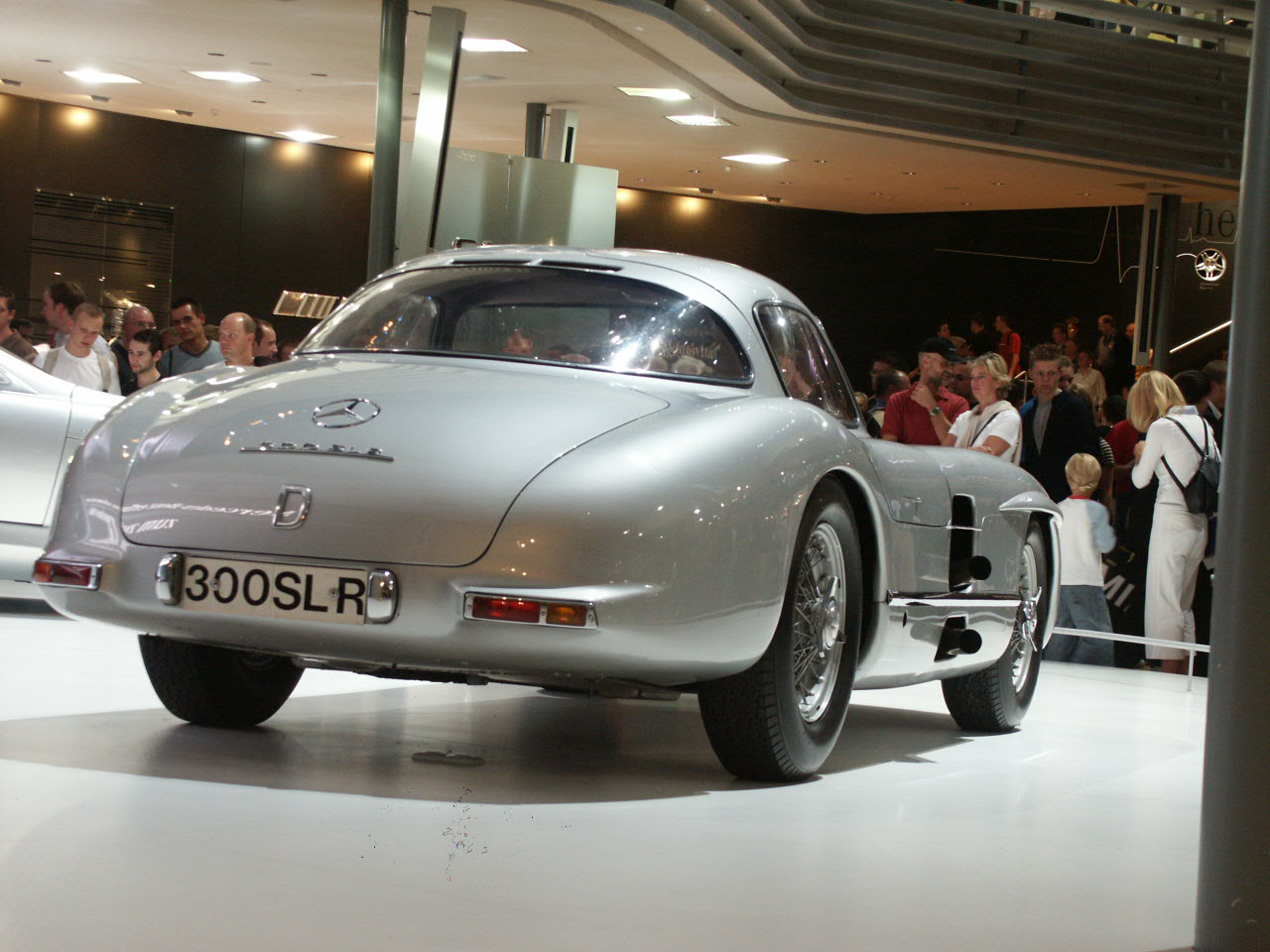
Mercedes-Benz 300 SLR Coupé

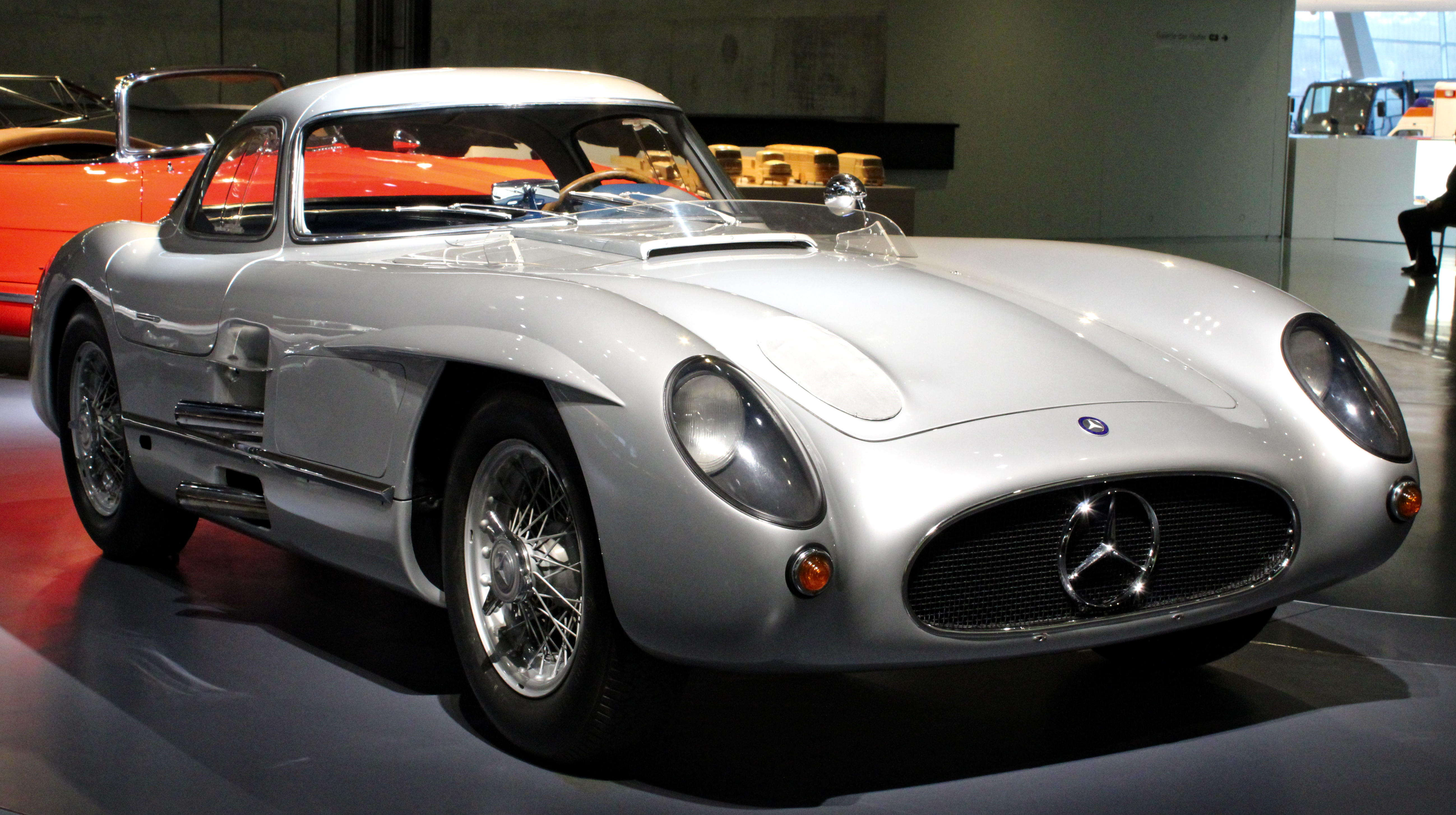
Mercedes-Benz 300 SLR Uhlenhaut-Coupé in der Stuttgarter Mercedes-Benz Welt

Der Achtzylinder-Formel-1-Motor wurde auf drei Liter bzw. 2983 cm³ (Bohrung und Hub 78 mm) erweitert und leistete 266 PS (196 kW) bei 7450/min; maximales Drehmoment 295 Nm bei 5950/min. Damit war er den deutlich größeren Motoren von Jaguar und Ferrari nominell unterlegen. Die Höchstgeschwindigkeit des 300 SLR lag bei 290 km/h (Le Mans, Mulsanne-Gerade). Das Triebwerk war so ausgelegt (Verdichtung 12 : 1), dass es keinen Spezialtreibstoff brauchte, sondern mit Superbenzin zu fahren war. Seinen letzten Test bestand der 3-Liter-Motor im Grand-Prix-Wagen W 196 beim formelfreien Rennen am 30. Januar 1955 in Buenos Aires.
Das erste Rennen für zwei fertiggestellte 300 SLR war am 1. Mai die Mille Miglia 1955, die Stirling Moss mit dem Journalisten Denis Jenkinson als Beifahrer und „Gebetsbuch-Vorleser“ in Rekordzeit von über 10 Stunden gewann. Er war mit der Startnummer 722 erst um 7:22 gestartet, überholte den zweitplatzierten Alleinfahrer und F1-Weltmeister Juan Manuel Fangio im anderen SLR mit der Nr. 658. Karl Kling und Hans Herrmann sowie einige andere waren in 300 SL unterwegs. Wenige Wochen später beim Eifelrennen auf dem Nürburgring, das nicht zur Weltmeisterschaft zählte, siegte Fangio vor Moss; Kling wurde Vierter. Herrmann verunfallte vor dem Großen Preis von Monaco 1955 und fiel für die Saison aus. Die Werksmannschaft um den auch für Mercedes in der F1 startenden Kern Fangio, Moss, Kling wurde daher je nach Rennen von anderen Fahrern unterstützt.
Das 24-Stunden-Rennen von Le Mans 1955 fuhr Mercedes nicht zu Ende, nachdem sich am frühen Abend des 11. Juni 1955 der schwerste Unfall der Motorsportgeschichte ereignet hatte. Nach einem rücksichtslosen Manöver des Engländers Mike Hawthorn (Jaguar) an der Boxengasse kollidierte der französische Mercedes-Fahrer Pierre Levegh mit dem wesentlich langsameren Austin Healey von Lance Macklin und schleuderte in die Zuschauermenge. Neben Pierre Levegh kamen über 80 Zuschauer ums Leben. Der Mercedes-Vorstand nahm daraufhin in der Nacht als Zeichen des Respekts die beiden verbleibenden SLR aus dem Rennen. Jaguar gewann, erzielte im weiteren Verlauf der Saison aber keine WM-Punkte mehr.
Beim Großen Preis von Kristianstad am 7. August (Schweden) erzielten Fangio und Moss einen erneuten Doppelsieg, das Rennen zählte jedoch nicht zur Weltmeisterschaft. Am 17. September folgte ein Dreifacherfolg von Moss/Fitch, Fangio/Kling und von Trips/André Simon bei der RAC Tourist Trophy in Dundrod (Nordirland), die von Todesfällen überschattet wurde. Weder Jaguar noch Ferrari konnten Punkte erzielen, so dass der letzte Lauf entschied. Als Ersatz für die bereits im November 1954 durch tödliche Unfälle überschattete Carrera Panamericana, die für 1955 abgesagt wurde, wurde die Targa Florio als zweites Rennen in Italien in die WM aufgenommen und dafür vom Mai in den Herbst verschoben. Ferrari hatte nur den Auftakt gewonnen, führte dank Platzierungen allerdings in der WM mit 18 Punkten, vor Jaguar und MB mit 16 dank je zwei Siegen. Auch Maserati war mit 13 Punkten noch aussichtsreich zumal sie in den Vorjahren bei der Targa zweite Plätze belegt hatte während Lancia als Sieger der drei Vorjahre mit dem Tod von Alberto Ascari im Mai 1955 das Werksteam an Ferrari abgegeben hatte. Jaguar hatte auf dem 72 km langen Landstraßenkurs auf Sizilien kaum Erfahrung und blieb fern. Daimler hatte schon den Rückzug zum Saisonende bekannt gegeben, machte aber für den Sportwagen-Titel nochmal große Anstrengungen, denn man benötigte angesichts der beiden stark vertretenen einheimischen Marken einen erneuten Doppelsieg für einen sicheren Titelgewinn. Mehr SLR als geeignete Fahrerpaarungen waren parat; zwei Briten wurden engagiert da Hans Herrmann noch nicht vollständig genesen war und nur trainierte. Mit einer ganzen Reihe von T-Wagen und sieben Fahrern wurde drei Wochen lang die Strecke erkundet und gelernt. Am 16. Oktober 1955 gewannen Stirling Moss/Peter Collins auf einem deutlich ramponierten Mercedes-Benz 300 SLR vor ihren Markengefährten Fangio/Kling die Targa Florio und damit die erste Sportwagen-Weltmeisterschaft 1955 für Mercedes-Benz. Der dritte SLR wurde von Desmond Titterington und John Fitch weisungsgemäß vorsichtig bewegt und kam eine gute Minute hinter dem Ferrari von Eugenio Castellotti und Robert Manzon als Vierter ins Ziel.

### Uhlenhaut-Coupé
1955 entwarf Rudolf Uhlenhaut auf Basis des 300 SLR ein Coupé, von dem nur zwei Exemplare gebaut wurden. Dabei setzte Uhlenhaut die Flügeltüren des ein Jahr vorher vorgestellten Mercedes-Benz W 198 ein. Der Motor dieses „Uhlenhaut-Coupés“ leistete 302 PS (222 kW) bei 7500/min. Mercedes plante zunächst, diese Coupé-Version in Langstreckenrennen einzusetzen, wozu es aber nicht mehr kam, da sich das Unternehmen 1955 vom Rennsport zurückzog. Uhlenhaut nutzte es stattdessen als Dienstfahrzeug für die Fahrt zur Arbeit, zum Ärger seiner Nachbarn, die frühmorgens durch die Geräuschkulisse des als Rennwagen entwickelten Fahrzeugs geweckt wurden – trotz nachträglich aufgesetzter Schalldämpfer. Mit einer Höchstgeschwindigkeit von 290 km/h war der Wagen seinerzeit das schnellste Fahrzeug mit Straßenzulassung.
Vom sogenannten Uhlenhaut-Coupé existieren noch beide 1955 gebauten Fahrzeuge, die sich nur in Details wie zum Beispiel der Farbe der Innenausstattung, Rot und Blau, und Details am Kühlergrill unterscheiden. Beide Fahrzeuge waren bis Mai 2022 Bestandteil der über 1100 Fahrzeuge umfassenden Sammlung der Daimler AG, wobei das von Uhlenhaut häufiger genutzte Fahrzeug mit blauer Innenausstattung permanent im Mercedes-Benz Museum ausgestellt ist und das andere, mit roter Innenausstattung für gelegentliche Vorführ- und Demonstrationsfahrten genutzt wurde. Im Mai 2022 ließ das Unternehmen das letztgenannte Vorführfahrzeug von Sotheby’s im geschlossenen Mercedes-Benz Museum vor ausgewählten Stammkunden, Liebhabern von Oldtimern, Automobil- und Kunstsammlern versteigern. Mit dem erzielten Erlös von 135 Millionen Euro gilt es als teuerstes Auto der Welt. Mit dem erlösten Geld soll ein weltweites Stipendienprogramm finanziert werden. Der andere Wagen wird weiterhin im Museum ausgestellt.